# Buellia krempelhuberi
Buellia krempelhuberi är en lavart som beskrevs av Zahlbr. 1931. Buellia krempelhuberi ingår i släktet Buellia och familjen Caliciaceae.   Inga underarter finns listade i Catalogue of Life.